# 密歇根湖比奇 (密歇根州)
密歇根湖比奇（英語：Lake Michigan Beach）是位於美國密歇根州貝林縣的一個普查規定居民點。

## 人口
根據2020年美國人口普查的數據，密歇根湖比奇的面積為10.18平方千米，當中陸地面積為9.93平方千米，而水域面積為0.25平方千米。當地共有人口1101人，而人口密度為每平方千米108.15人。